# Олег Балан
Олег Балан (англ. Oleg Balan; нар. 27 листопада 1969, Кирпешть) — молдовський юрист і політик, міністр внутрішніх справ Молдови з 18 лютого 2015 по 20 січня 2016 року.
З грудня 2014 року до 18 лютого 2015 року Олег Балан був депутатом парламенту Молдови, після чого був призначений міністром внутрішніх справ Молдови в уряді Габурича, замінивши на цій посаді Доріна Речана. Він обіймав посаду міністра внутрішніх справ і в наступному уряді, очолюваному Валерієм Стрельцем, доки 20 січня 2016 року, після політичної кризи, не був сформований уряд Філіпа.
Окрім румунської, володіє російською та французькою мовами.

## Особисте життя
Олег Балан одружений і має двох дітей.

## Публікації
Олег Балан є автором або співавтором 84 наукових праць, досліджень та повідомлень за фахом